# Max Wardin
Max Hermann Franz Wardin (* 17. März 1884 in Dramburg; † 19. Juli 1939 in Königsberg (Preußen)) war ein deutscher Politiker (SPD).
Wardin machte eine Lehre als Schneider und war im erlernten Beruf tätig. Danach war er hauptberuflicher SPD-Funktionär. 1907 bis 1911 arbeitete er für den 6., in den Jahren 1911 bis 1919 für den 5. Berliner Reichstagswahlkreis. Ab dem 1. Januar 1920 war er Parteisekretär der SPD und von 1920 bis zum 1. April 1924 Unterbezirkssekretär. Danach war er Bezirkssekretär des SPD-Bezirks Ostpreußen.
Als Nachrücker für August Quallo war er vom 30. Mai 1925 bis April 1933 stellvertretendes Mitglied im Preußischen Staatsrat.